# Frans Michel Penning
Frans Michel Penning (* 12. September 1894 in Gorinchem; † 6. Dezember 1953 in Utrecht) war ein niederländischer Physiker.

## Leben
Penning absolvierte ein Studium der Physik und Mathematik an der Universität Leiden, wo er im Jahr 1923 mit einer Dissertation über Messungen an Isopyknen von Gasen bei niedrigen Temperaturen („Metingen over isopyknen van gassen bij lage temperaturen“) promoviert wurde. Sein Doktorvater war Heike Kamerlingh Onnes. Ab 1924 arbeitete Penning für das Philips Natuurkundig Laboratorium. Er beschäftigte sich hauptsächlich mit Experimentalphysik, wobei sein Schwerpunkt bei elektrischen Gasentladungen lag. Zusammen mit Mari Johan Druyvesteyn (1901–1995) schrieb er den vielbeachteten Artikel „The Mechanism of Electrical Discharges in Gases of Low Pressure“, der im Jahr 1940 im Review of modern Physics der American Physical Society erschien.
Nach ihm benannt sind:

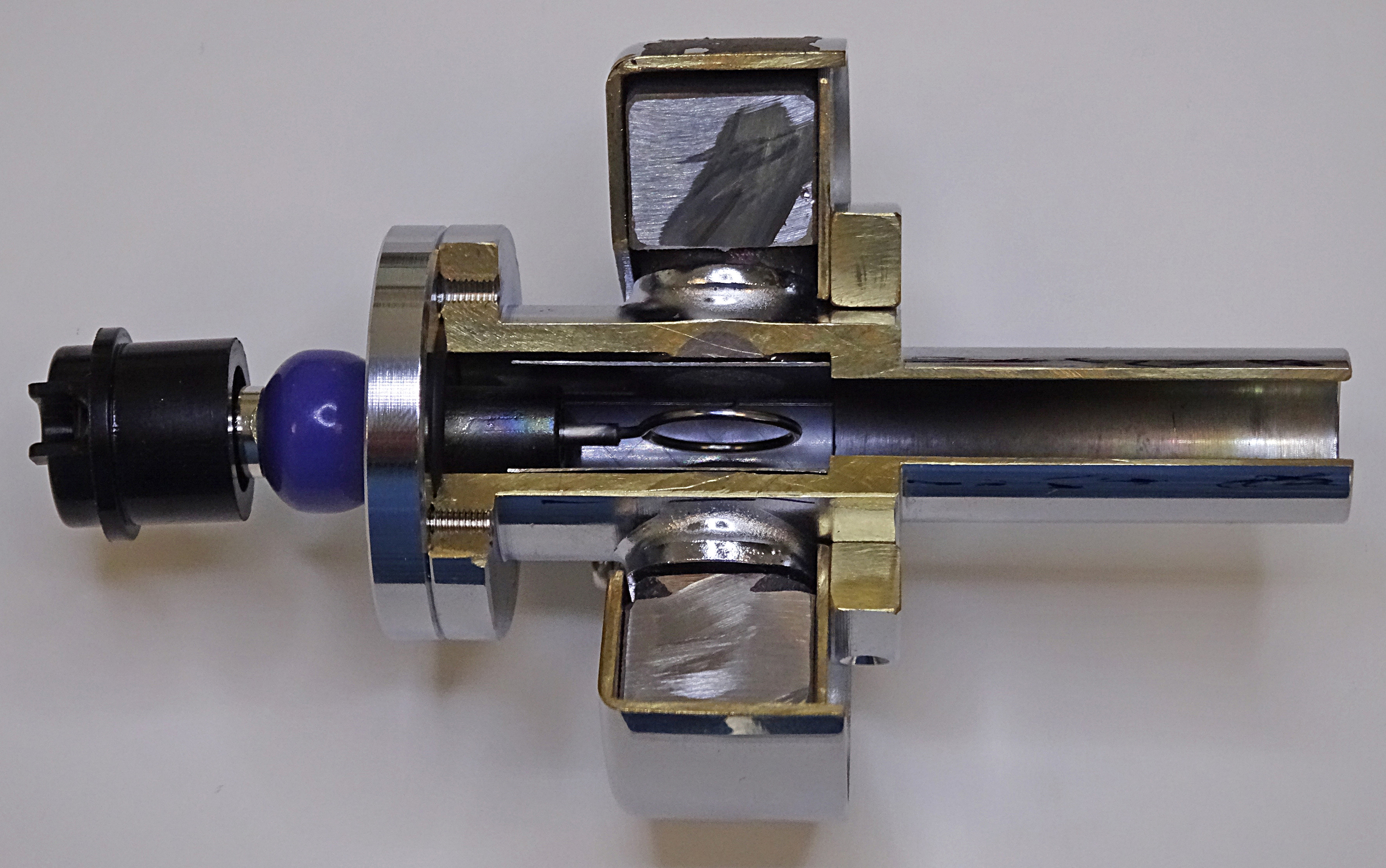
Messfühler eines Penning-Vakuummeters, geöffnet

- die Penning-Falle – eine Vorrichtung zur Speicherung von geladenen Teilchen
- die Penning-Ionisation – ein Ionisationsvorgang durch Übertragung von Anregungsenergie bei Teilchenzusammenstößen
- das Penning-Gemisch – eine spezielle Gasmischung für Leuchtstoffröhren
- das Penning-Vakuummeter – ein Hochvakuum-Druckmessgerät